# Frankfurter Zunftaufstand

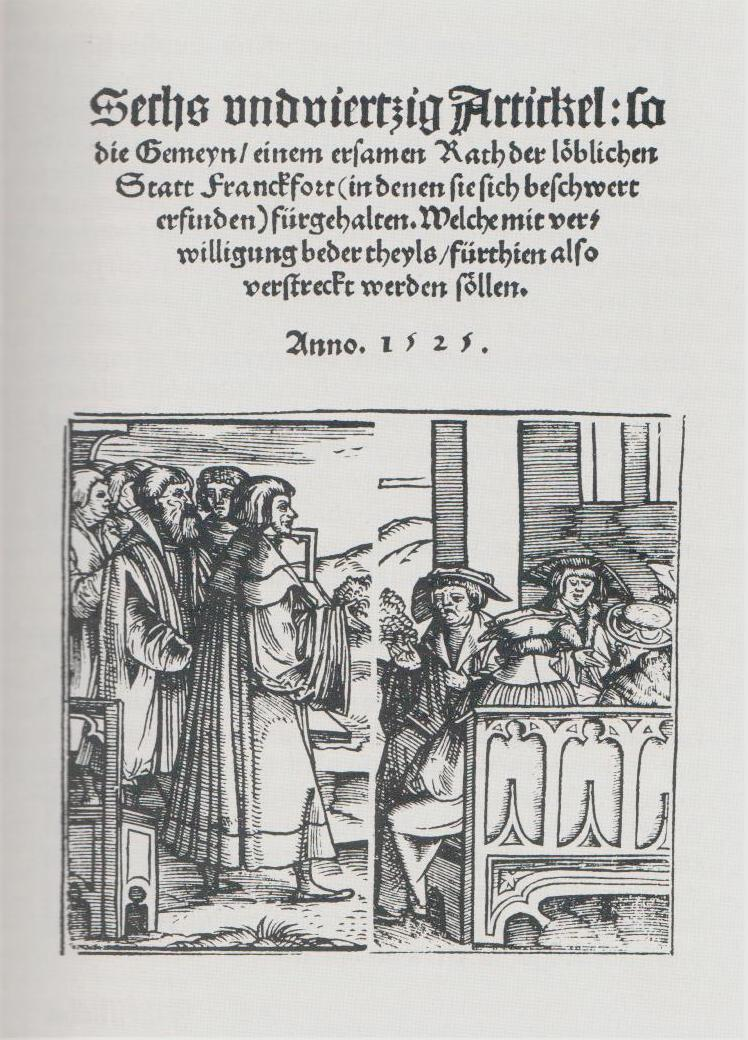
Titelblatt der 46 Artikel vom 22. April 1525

Der Frankfurter Zunftaufstand vom Ostermontag, den 17. April 1525, brach als Aufstand der Zünfte gegen die politischen, religiösen und sozialen Verhältnisse in der Reichsstadt Frankfurt am Main im Heiligen Römischen Reich aus. Der Aufstand ist eine von etlichen Stadtrebellionen entlang des Mittelrheins und kann als Teil des allgemeinen Bauernaufstands gesehen werden. Die Aufständischen zwangen den Rat der Stadt am Mittwoch, den 22. April 1525, zur Annahme der wahrscheinlich von Gerhard Westerburg verfassten 46 Artikel, eine Zusammenfassung von reformatorischen Positionen sowie bürgerrechtlichen und sozialpolitischen Forderungen. Ihnen wird eine den Zwölf Artikeln der Oberschwaben ähnliche Bedeutung zugesprochen. Mit diplomatischem Geschick brachte der Rat ab Mai 1525 die Aufständischen innenpolitisch in die Defensive und vermied außenpolitisch Sanktionen der im Bauernkrieg siegreichen Fürsten gegen die Stadt. Mit der Abschaffung der 46 Artikel und der Wiederherstellung der politischen Verhältnisse endete der Aufstand am 2. Juli 1525 mit einer Niederlage, führte aber letztlich zur unwiderruflichen Einführung der Reformation und zur Verbesserung der sozialen Verhältnisse in Frankfurt.

## Die Verhältnisse in Frankfurt am Main zu Beginn der Neuzeit

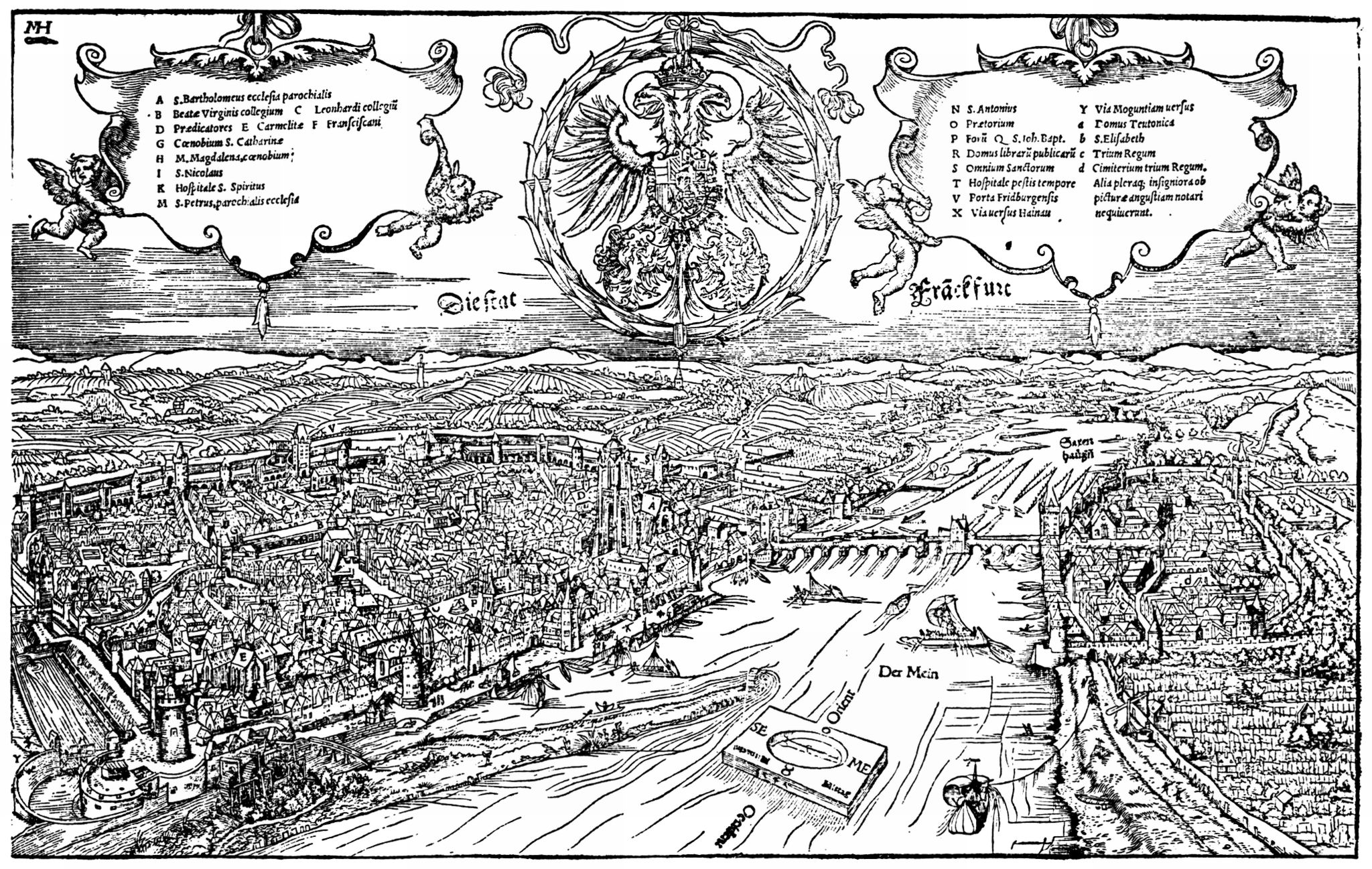
Holzschnitt der Stadtansicht um 1549, Vogelschau von Westen

Frankfurt am Main gehörte um 1500 zu den mittelgroßen deutschen Städten. Hatten nach dem Bürgerverzeichnis von 1387 noch etwa 10.000 Einwohner in der Stadt gelebt, war ihre Zahl 1440 auf unter 9000 gesunken. 1499 erreichte sie mit etwa 7600, darunter 2583 zur Bede Steuerpflichtige, einen Tiefststand. Erst danach begann sie wieder zu wachsen. Etwa zwei Drittel der Einwohner lebten in der dichtbesiedelten Altstadt, überwiegend zünftige Handwerker, Händler und städtische Bedienstete, im kleinbürgerlichen Sachsenhausen etwa 15 %. In der aufgelockerten Neustadt wohnten nur etwa 20 % der Einwohner, vorwiegend nichtzünftige Handwerker und landwirtschaftlich Tätige. Die handwerklichen Berufe differenzierten sich während des Spätmittelalters immer weiter, so dass es nach Bücher schließlich 338 Berufe in der Stadt gab, darunter allein 45 Schmiedeberufe. Nur 23 dieser Berufe tauchen in der Zunftliste von 1525 auf, darunter nur 10 „ratsfähige“ Zünfte: Wollweber, Metzger, Schmiede, Bäcker und Schuhmacher waren im Rat mit je zwei, Kürschner, Gärtner, Löher, Fischer und Krämer mit jeweils einem Ratsherrn vertreten. Die 15 Handwerker bildeten die „Dritte Bank“ im Rat. Die 28 Ratssitze der „Ersten Bank“, auch Schöffenbank genannt, und der „Zweiten Bank“ waren den Patriziern der Ganerbschaften Alten Limpurg und Zum Frauenstein vorbehalten.
Die jüdische Gemeinde Frankfurts, die seit 1462 in der Frankfurter Judengasse siedeln musste, war um 1500 noch sehr klein. Sie bestand aus etwa 15 Haushaltungen, die einschließlich der Dienstboten weniger als 100 Personen umfassten. Die Juden zählten nicht zur städtischen Bürgerschaft, sondern gehörten als Kammerknechte dem Kaiser.
Ebenfalls nicht zu den Einwohnern gerechnet wurden die 240 bis 300 Geistlichen in Frankfurt, darunter etwa 33 Kanoniker und 64 Vikare in den drei Kollegiatstiften St. Bartholomäus, St. Leonhard und Liebfrauen. Etwa 80 bis 100 Ordensbrüder lebten in den drei Männerklöstern der Predigermönche, Karmeliter und Barfüßer. Das Weißfrauenkloster und das Katharinenkloster dienten hauptsächlich der Versorgung unverheirateter Bürgertöchter. Hier lebten etwa 40 bis 50 Klosterfrauen. In den drei Niederlassungen ritterlicher Orden, der Deutschordenskommende, dem Johanniterhof und dem Antoniterhof, lebte etwa 20 bis 35 Brüder. Außerdem bestanden eine Reihe von Niederlassungen auswärtiger Klöster und Stifte, darunter der Arnsburger Hof, der Hainer Hof und der Trierische Hof, in denen etwa 20 Geistliche lebten.
Der Klerus trug wegen seiner Steuerprivilegien nicht zum städtischen Vermögen bei. Etwa die Hälfte der Steuerpflichtigen besaß kein Vermögen über den damaligen Steuerfreibetrag hinaus – ein Drittel der Wohnung, ein Pferd, eine Kuh, Hausrat, Kleider, zwei Silberbecher pro Familie sowie einen Jahresvorrat an Brotgetreide, Wein, Brennholz, Viehfutter und Stroh. 43 % der Bürger gehörten zu den „Nichtshäbigen“, deren Vermögen weniger als 20 Gulden betrug. Nur 13 Prozent besaßen ein Vermögen von mehr als 400 Gulden, darunter 1,7 Prozent mehr als 10.000 Gulden.
Das Verhältnis zwischen städtischer Obrigkeit und Klerus war konfliktträchtig. Die Stadt gehörte kirchenrechtlich zum Erzbistum Mainz, vertreten durch den Propst des Bartholomäusstiftes als Archidiakon. Trotz des starken Bevölkerungswachstums seit Anfang des 13. Jahrhunderts hatte es das Stift verstanden, sein Pfarrmonopol zu wahren. Die ganze Stadt bildete eine Pfarrei; der auf Lebenszeit ernannte Stadtpfarrer gehörte als Pleban dem Stiftskapitel an. Erst nach langen, schwierigen Verhandlungen erreichte der Rat 1452 durch Vermittlung des Kardinals Nikolaus von Kues die Erhebung der beiden Kirchen St. Peter in der Neustadt und Dreikönig in Sachsenhausen zu Filialkirchen. Zur Pfarrei Frankfurt gehörten auch die Dörfer Bornheim, Bockenheim und Oberrad. In den Filialkirchen amtierten fünf Kapläne, die vom Stift ernannt wurden und alle Sakramente außer der Taufe spenden durften. Seit 1459 hatte der Stadtpfarrer ein universitätsgelehrter Theologe zu sein, der die Kapläne aus seinen eigenen Einkünften zu unterhalten hatte.
Im Gegenzug hatte der Rat akzeptieren müssen, den Klerus von allen indirekten Steuern zu befreien. Zur direkten Steuer, der Bede, wurde der Klerus seit der „Pfaffenrachtung“, einem 1407 mit dem Erzbischof geschlossenen Vergleich, mit einer Pauschale von 100 Gulden jährlich für jedes der drei Stifte veranschlagt. In Anbetracht des großen kirchlichen Immobilienbesitzes war dies nur ein geringer Betrag, verglichen mit den auf der Bürgerschaft lastenden Steuern. Schon Ende des 14. Jahrhunderts hatte ein Drittel aller Gebäude der Kirche gehört. Auf den übrigen Gebäuden lasteten oft hohe Schulden, deren Hauptgläubiger die Kirche war. Die Schulden konnten meist nicht abgelöst werden (sogenannte ewige Zinsen) und machten viele Immobilien unverkäuflich. Dies führte zu immer größerem Leerstand („Wüstungen“) und Verarmung bzw. Überschuldung der Betroffenen. 1463 gab es bereits über 400 aufgegebene Häuser, die somit auch keine Steuereinnahmen mehr lieferten. Weitgehend unbesteuert blieben auch die Ordensniederlassungen. Zwar verbot die Pfaffenrachtung den Klerikern eigenen Handel, handwerkliche Tätigkeiten und die Beherbergung von Messegästen, doch wurde gegen dieses Verbot häufig verstoßen.
Die Kleriker unterstanden nicht der weltlichen Gerichtsbarkeit, allerdings gelang es dem Rat im Laufe der Zeit seine polizeirechtlichen Befugnisse gegenüber den Stiften, Klöstern und kirchlichen Höfen durchzusetzen. Dies betraf beispielsweise die Einbeziehung kirchlicher Einrichtungen in die Frankfurter Stadtbefestigung, die Vorschriften zum Feuerschutz und das „Setzrecht“ zur Einleitung von Abwässern in die „Antauchen“, die städtische Kanalisation. Mit den sechs Kirchenpflegschaften und fünf Klosterpflegschaften, einer Art Treuhandverwaltung kirchlichen Vermögens, das aus Stiftungen hervorgegangen war, hatte der Rat zudem ein wirksames Instrument zur Einflussnahme auf Verwaltung und Rechtsgeschäfte dieser Einrichtungen. Beispielsweise finanzierte der Rat den Neubau des Pfarrturms von St. Bartholomäus. Als dieser die für die Stadtwache und die Sturm- und Feuerglocken notwendige Höhe erreicht hatte, ließ er den Bau 1514 unvollendet einstellen.
Die außenpolitische und volkswirtschaftliche Lage Frankfurts verschlechterte sich in der zweiten Hälfte des 15. Jahrhunderts deutlich. Die Stadt grenzte im Westen, Süden und Osten an kurmainzisches Gebiet. Als Kurfürst und Reichserzkanzler konnte der Erzbischof die Stadt politisch und militärisch unter Druck setzen und Einfluss auf den Kaiser ausüben. Nachdem die Stadt Mainz infolge der Mainzer Stiftsfehde 1462 ihre Freiheit verloren hatte, besaß Frankfurt keinen Bundesgenossen mehr in der Region. Der Erzbischof beschlagnahmte das gesamte Vermögen der Stadt Mainz, wodurch Frankfurter Bürger etwa 80.000 Gulden verloren, und versuchte Kaiser Friedrich III. zu bewegen, eine der Frankfurter Messen nach Mainz abzuziehen. Dem Rat gelang es diese Intrige abzuwehren, hing doch der wirtschaftliche Erfolg Frankfurts mehr und mehr vom durch kaiserliche Privilegien geschützten Messehandel und der Königswahl ab.
Die wirtschaftliche und politische Krise am Übergang vom Mittelalter zur Neuzeit bewirkte in der Bürgerschaft neben gesteigerter Frömmigkeit eine von der Kirche geschürte Angst vor Sünde, Tod und ewiger Verdammnis, gegen die man sich durch mannigfaltige gute Werke, Seelenmessen, Buße und Ablass zu schützen versuchte. An den großen Prozessionen zu Himmelfahrt, Fronleichnam und am Magdalenentag nahm die gesamte Bürgerschaft mit dem Rat an der Spitze teil. Kurz nach 1500 erreichten die Stiftungen und Vermächtnisse reicher Bürger zugunsten von Kirchen und Klöstern, beispielsweise von Jakob Heller oder Claus Stalburg, einen Höhepunkt.
Gleichzeitig stieg der Unmut in weiten Bevölkerungsschichten. Die Reform der Vermögenssteuer (Bede) von 1495 und die Anhebung der indirekten Steuern auf Wein, Salz und Mehl begünstigten die Inhaber großer Vermögen und belasteten die ärmeren Bürger. Im Sommer 1513 löste eine Erhöhung des Bierungeldes einen Aufruhr von Handwerksgesellen gegen den Rat aus. Er richtete sich bald auch gegen die Juden, denen Wucher vorgeworfen wurde, und die Geistlichkeit. Viele Kleriker lagen untereinander in Fehde und lebten nicht nach den Regeln, die sie von der Kanzel predigten. Etliche setzten sich über den Zölibat hinweg und lebten offen mit Konkubinen zusammen. Einmal erstach ein Geistlicher einen anderen im Streit um eine Magd. Einige Kleriker und Klöster in Frankfurt nutzten ihre Steuerprivilegien in unlauterem Wettbewerb mit bürgerlichen Handwerkern und Händlern, obwohl dies gegen die „Pfaffenrachtung“ verstieß.
Der im Juli 1510 berufene Stadtpfarrer Peter Meyer trug durch seine Predigten maßgeblich dazu bei, die Stimmung in der Gemeinde aufzuheizen. Er begann unmittelbar nach seinem Amtsantritt eine Auseinandersetzung mit dem Stiftskapitel, das ihm einen Anteil der dem Stadtpfarrer rechtmäßig zustehenden Einnahmen aus Oblationen und Stolgebühren abverlangte. Diese „Frankfurter Stiftsfehde“ zog sich über mehrere Jahre und Instanzen hin und endete im Oktober 1517 mit einem juristischen Sieg des Stadtpfarrers. Während dieser Zeit hetzte Meyer in seinen Predigten gegen das Stift und wiegelte die Gemeinde auf, so dass mehrere Kanoniker des Nachts von Bewaffneten auf dem Weg zur Mette überfallen und ihre Häuser beschädigt wurden. Der Rat musste die Zünfte ermahnen, Frieden zu halten und dafür zu sorgen, dass die Geistlichen „sicher und unbeleidigt“ wohnen können. Obwohl der Rat ihn in der Stiftsfehde unterstützte, hielt Meyer 1510 im Streit um die Beschlagnahme jüdischer Bücher durch Johannes Pfefferkorn einige scharfe antijüdische Predigten und warf dem Rat vor, „judenfreundlich“ zu sein, weil dieser gegen Pfefferkorns Vorgehen protestiert hatte. Meyer wurde deswegen in den Dunkelmännerbriefen von dem Humanistenkreis um Johannes Reuchlin und Ulrich von Hutten öffentlich verspottet. Auch gegen Ordenspriester wie den Dominikanerprior Johannes Diedenbergen polemisierte er von der Kanzel, was der Franziskaner Thomas Murner, der zu dieser Zeit in Frankfurt lebte, in der Satire Schelmenzunft mit den Worten des frühneuhochdeutschen karikierte:

„Eyn pfaff, der ander pfaffen schendt,

Und in der predig an sie wendt

Dem leyen klagt yr ubel dadt,

Uff der kantzel, wo es hatt

weder glimpff und weder fug“

Am Vorabend der Reformation herrschte somit in Frankfurt eine aufgeheizte Stimmung, die durch religiösen Eifer und ungelöste wirtschaftliche, soziale und politische Konflikte entstanden war.

## Vorgeschichte des Aufstandes

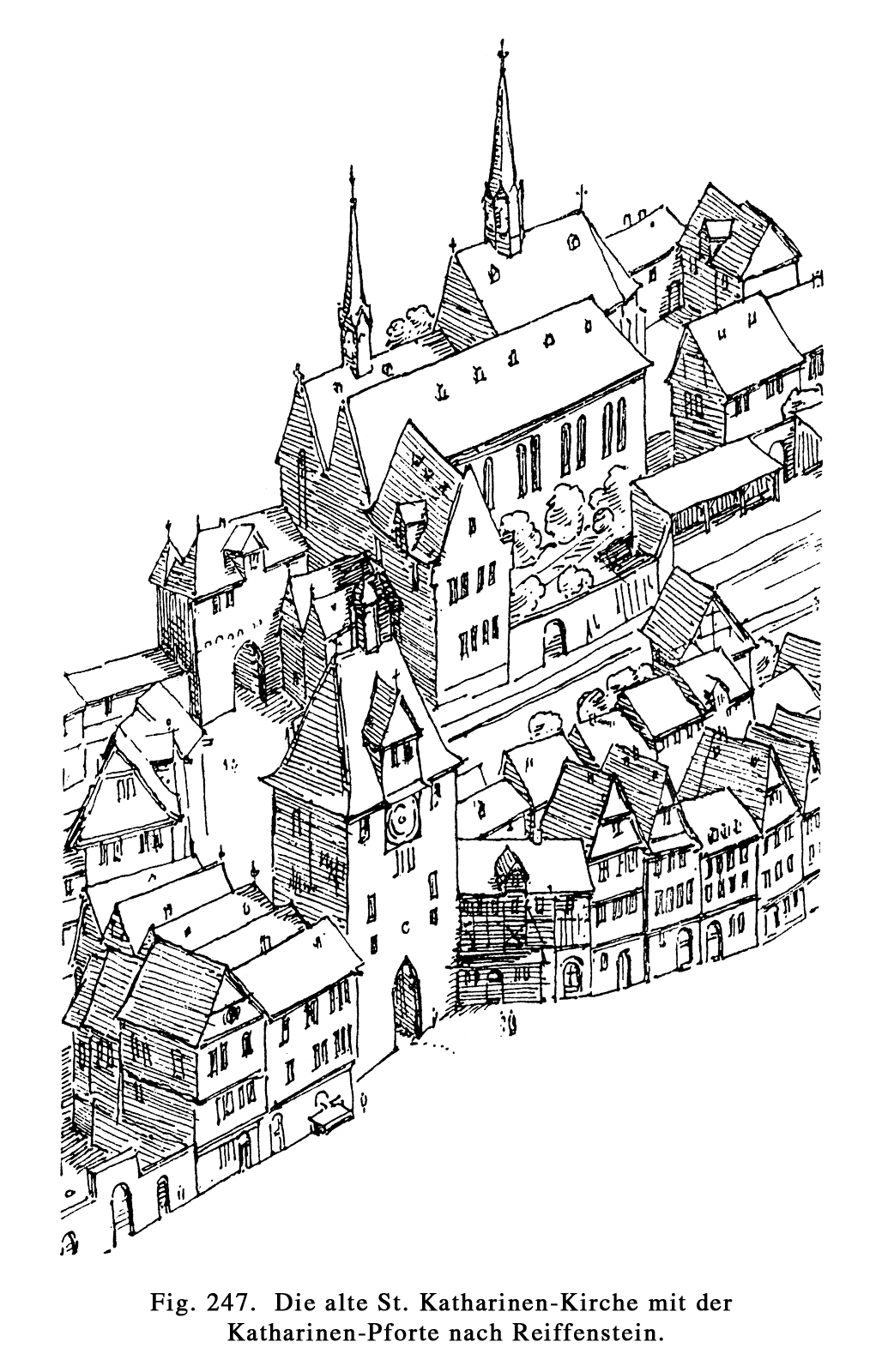
In der Katharinenkirche hielt Hartmann Ibach am 9. März 1522 die erste reformatorische Predigt in Frankfurt

Seit der Fastenmesse 1520, bei der ein Frankfurter Buchhändler über 1400 Exemplare von Martin Luthers Schriften verkaufte, gewann die Reformation zunehmend Anhänger in der Reichsstadt Frankfurt am Main. Luther übernachtete auf dem Weg zum Reichstag zu Worms am 14. April 1521 und auf dem Rückweg am 27. April zweimal im Gasthof Zum Strauß in der Buchgasse, wo ihm der Rektor der Lateinschule, Wilhelm Nesen, und Patrizier um Hamman von Holzhausen einen begeisterten Empfang bereiteten. Auf Einladung Holzhausens hielt Hartmann Ibach zu Invocavit 1522 die ersten lutherischen Predigten in der Katharinenkirche. Er bestritt den Sinn des Zölibat und der Heiligenverehrung, kritisierte Reichtum und Sittenlosigkeit des städtischen Klerus und forderte die Abschaffung des Zehnt und der Ewigen Zinsen zugunsten einer städtischen Armenfürsorge. In der Folge kam es zu Übergriffen reformatorisch gesinnter Bürger gegen Geistliche des Bartholomäusstifts, das dem Mainzer Erzbischof Albrecht von Brandenburg unterstand. Albrecht setzte den Rat der Stadt unter politischen Druck, gegen die reformatorischen Strömungen in der Bürgerschaft vorzugehen und das Wormser Edikt durchzusetzen, obwohl auch die meisten Ratsmitglieder bereits mit der Reformation sympathisierten.
Gegen die Ausweisung Ibachs protestierten der Ritter Hartmut XII. von Cronberg, welcher Ibach zeitweise aufgenommen hatte; sowie Ulrich von Hutten, der dem Stadtpfarrer sogar die Fehde ansagte und einen Pfaffenkrieg heraufbeschwor. Im Juni 1522 schaltete sich Kaiser Karl V. ein und forderte den Rat ultimativ auf, den städtischen Klerus militärisch gegen die Ritter zu schützen. Der Rat sollte also einen Krieg führen, in dem die Bürgerschaft auf Seiten der Ritter und gegen ihre patrizische Oberschicht und den städtischen Klerus stand. Zum Glück für den Rat unterlagen die Ritter im September 1522 im Ritterkrieg gegen eine Fürstenkoalition, bevor die Stadt Frankfurt in Kriegshandlungen verwickelt werden konnte.
Ab Juni 1524 geriet der Rat in einem erneuten Konflikt mit dem Mainzer Erzbischof um den seit 1523 am Katharinenkloster tätigen reformatorischen Prediger Dietrich Sartorius. Seine Berufung wurde dem Rat als Verletzung des Wormser Ediktes und damit als Auflehnung gegen Kaiser Karl V. vorgehalten. Stadtpfarrer Meyer lehnte alle Forderungen der Bürger strikt ab und heizte den Streit immer wieder mit scharfen Worten an. Beispielsweise verweigerte er den Sachsenhäusern die geforderte freie Wahl ihres Pfarrers und ging massiv gegen die Bornheimer Bürger vor, die dem Stiftskapitel zeitweise den Zehnt verweigerten, um gegen ihre unzulängliche kirchliche Versorgung zu protestieren.
Der Rat versuchte daher einen Ausgleich zwischen den Forderungen der reformatorischen Bürger und dem Widerstand des Klerus zu finden. Er hatte dabei kaum Handlungsspielraum, denn der Kaiser hatte bereits im Juli 1524 in einem Pönalmandat die Einhaltung des Wormser Ediktes verlangt und mit dem Verlust aller für die wirtschaftliche und politische Stellung der Stadt lebensnotwendigen kaiserlichen Privilegien gedroht. Der Mainzer Erzbischof, Albrecht von Brandenburg ermahnte den Rat, dem kaiserlichen Mandat gehorsam zu sein und die Interessen des Klerus gegen die Bürgerschaft zu schützen. Sartorius musste deshalb die Stadt im November 1524 verlassen. Infolgedessen richtete sich der Zorn der Bürgerschaft nicht nur gegen den Klerus, sondern mehr und mehr auch gegen den Rat. Am 2. Januar 1525 kam es zu einem Handgemenge zwischen aufgebrachten Sachsenhäusern und Priestern des Bartholomäusstifts, und am 15. März 1525 zwang der wachsende Unmut der Bürger Stadtpfarrer Meyer zur Flucht nach Mainz.

## Verlauf

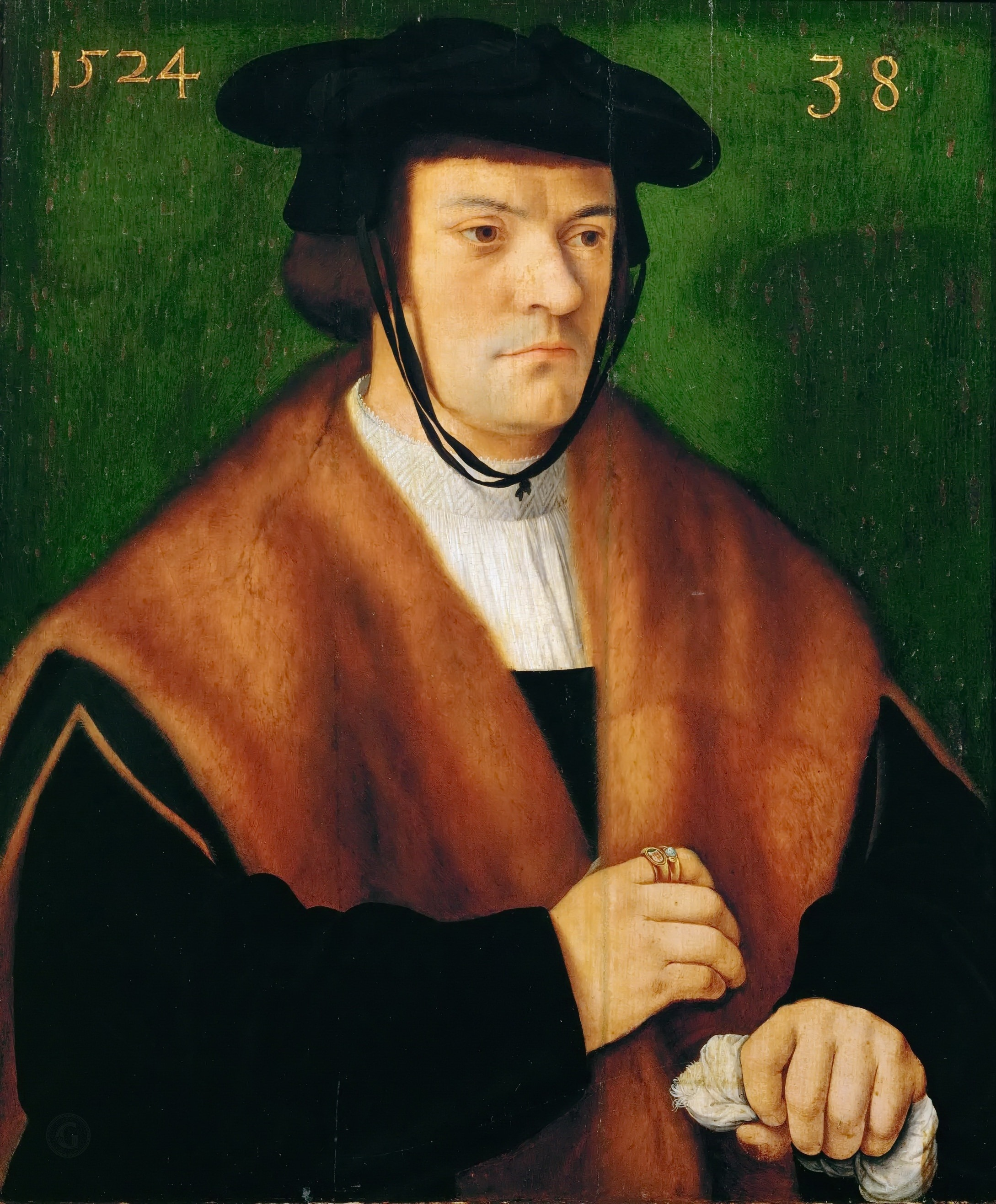
Gerhard Westerburg, Verfasser der 46 Artikel

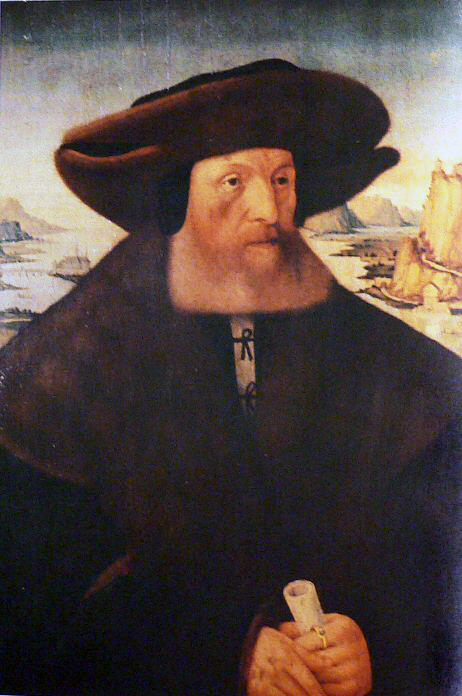
Hamman von Holzhausen, Älterer Bürgermeister während des Zunftaufstandes

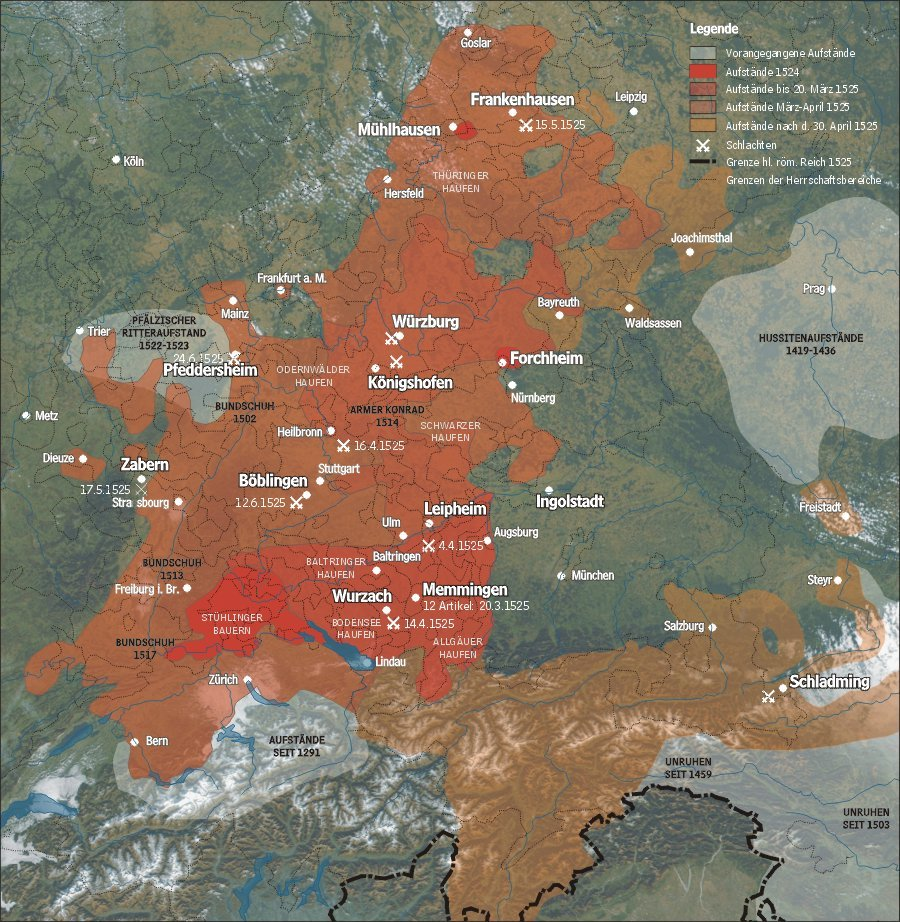
Karte der Ereignisse des Frühjahrs 1525

Die zunehmenden Spannungen führten am 17. April 1525, dem Ostermontag, zu einem religiös, sozial und politisch motivierten Aufstand der Zünfte gegen das Stadtregiment und den Klerus. Anführer des Aufstandes war die Gemeinschaft der evangelischen Brüder, eine Gruppe reformatorisch gesinnter Handwerker, die in Opposition zur patrizischen Obrigkeit und dem altgläubigen Klerus der Stadt standen. Die auf dem Peterskirchhof in der Neustadt versammelte Menge bewaffnete sich und übernahm die Kontrolle über die Stadt. Sie drang in das Dominikanerkloster und den Mainzer Fronhof ein und bemächtigte sich der dortigen Weinvorräte. Die Stiftsdechanten Friedrich Martorff und Johannes Cochläus flohen aus der Stadt. Die Plünderung der unter kaiserlichem Schutz stehenden Frankfurter Judengasse konnten bewaffnete, dem Rat loyale, Bürger mit Mühe verhindern. Philipp Fürstenberger gelang es, die Aufständischen zur Wahl eines Ausschusses aus 61 Männern zu bewegen, der mit dem Rat verhandeln sollte. In diesem 61er-Ausschuß waren anders als im Rat auch unzünftige Handwerker wie Sackträger vertreten. Am 22. April 1525 erzwangen die 61er die Annahme der 46 Artikel durch den Rat. Der Rat sah sich zum Nachgeben gezwungen, weil zur gleichen Zeit aufständische Bauernheere im Odenwald, im Rheingau und in der Pfalz einfielen.
Obwohl der Rat im Amt blieb, lag die politische Macht vollständig in den Händen der 61er. Am 26. April durchsuchte der Ausschuss die Wohnungen verschiedener Geistlicher, verlangte die Ausweisung ihrer dort angetroffenen Konkubinen und erzwang die Annahme der 46 Artikel auch durch den Klerus. Zu den damit akzeptierten religiösen Forderungen gehörten Wahl und Absetzung der Pfarrer durch die Gemeinde, Beteiligung der Geistlichen an allen bürgerlichen Lasten wie Steuern und Wach- und Hütediensten, Unterstellung der Geistlichen unter die weltliche Gerichtsbarkeit, Aufhebung der Klöster, Aufhebung aller nicht verbrieften Rechte und die Möglichkeit der Ablösung Ewiger Zinsen.
Ende April ging das Gerücht um, der bei Miltenberg lagernde Schwarze Haufen wolle nach Frankfurt ziehen, um die Kommende des Deutschen Ordens zu plündern und die Frankfurter Juden auszurotten. Auswärtige Fürsten, darunter der Trierer Erzbischof Richard von Greiffenklau zu Vollrads, forderten den Rat auf, ihre Truppen durch die Stadt ziehen zu lassen. Das brachte Frankfurt in eine gefährliche Lage: Zum einen planten aufständische Bürger, sich mit den Bauern zusammenzuschließen, zum anderen drohte eine Besetzung der Stadt durch auswärtige Truppen. Beides wollte der Rat unbedingt vermeiden. Er rief am 4. Mai die Zünfte zusammen sowie am 7. Mai auch alle nichtzünftigen Bürger und warnte eindringlich vor den Folgen von Übergriffen auf die Kommende und die Juden, insbesondere durch die Schädigung der Messen und die zu erwartende Intervention der Fürsten. Er bat Zünfte und Bürger, bei der Abwehr der Gefahr mitzuhelfen und erreichte, dass alle Zünfte außer den Hutmachern dem Rat die Treue gelobten.
Nach der Niederlage des Bauernheeres bei Ingolstadt in Unterfranken erlangte der Rat Ende Mai endgültig die Initiative zurück. Westerburg, ein exponierter Teilnehmer des Aufstandes, musste die Stadt Ende Mai verlassen. Dem seit 1. Mai amtierenden Älteren Bürgermeister Philipp Fürstenberger und seinem Vorgänger Hamman von Holzhausen gelang es, mit Unterstützung gemäßigter Bürger und Handwerker zwischen Rat und aufständischen Zünften zu vermitteln und gleichzeitig die Position der Stadt gegenüber dem Kaiser und dem Mainzer Erzbischof zu stützen. Am 13. Juni 1525 berief der Rat die beiden reformatorischen Prediger Johann Bernhard und Dionysius Melander an die Bartholomäuskirche, um die Bürger zufriedenzustellen. Der Chor der Bartholomäuskirche blieb weiterhin den altgläubigen Stiftsgeistlichen vorbehalten, allerdings verhinderte der Rat, dass der neu eingesetzte Stadtpfarrer Friedrich Nausea sein Amt antreten konnte; Nausea kam erst im Februar 1526 für kurze Zeit in die Stadt.
Am 23. und 24. Juni endete auch der Pfälzische Bauernkrieg. In der Schlacht bei Pfeddersheim siegten die Truppen des Kurfürsten Ludwig V. mit Unterstützung der Erzbischöfe von Mainz und Trier gegen die aufständischen Bauern. Die Bürger von Pfeddersheim hatten sich im Mai gegen ihre Obrigkeit erhoben und ihr in 13 Artikeln ähnliche Zugeständnisse abgerungen wie die Frankfurter Zünfte. In der Folge hatten sie sich dem Aufstand angeschlossen und den Bauernhaufen ihre Tore geöffnet. Nach der Niederlage wurde die Stadt deshalb mit harten Strafen belegt. Zahlreiche Pfeddersheimer Bürger wurden hingerichtet, der Stadt alle Privilegien entzogen.
Am 27. Juni forderten die siegreichen Fürsten ultimativ auch von der Stadt Frankfurt die Abschaffung der 46 Artikel, die Wiederherstellung der alten Verfassung, die Auslieferung aller nach Frankfurt geflohenen Bauern und die Bestrafung der Anführer des Zunftaufstandes. Sie drohten Frankfurt mit Belagerung und schwerem Schaden, wenn es sich nicht eindeutig gegen die Bauern und alle anderen Aufrührer stelle. Der Rat sagte den Fürsten am 2. Juli die Abschaffung der 46 Artikel zu, wahrscheinlich unterstützt von einer ansehnlichen Geldzahlung. Zur Verfolgung und Bestrafung der Aufrührer wollte sich der Rat nicht verpflichten, weil er einen Eid „zu Gott und den Heiligen“ geschworen habe. Die Fürsten verzichteten auf diese Forderung, drohten aber der Stadt mit umgehenden Sanktionen, falls die Vereinbarungen nicht eingehalten werde. Mit Hilfe der Drohung der Fürsten brachte der Rat in den folgenden Tagen die Zünfte zur Herausgabe des ihnen ausgehändigten Artikelbriefes und lieferte das Original des Briefes anschließend an den Pfalzgrafen in Heidelberg aus. Im Gegensatz zu anderen aufständischen Städten entging Frankfurt so weiteren Repressalien. Maßgeblich für den Erfolg des Rates waren diplomatisches Geschick und hohes persönliches Ansehen, das einzelne Mitglieder sowohl in der Bürgerschaft als auch bei den Fürsten besaßen. Neben Holzhausen und Fürstenberger galt dies besonders für Arnold von Glauburg.
Damit war der Zunftaufstand im Wesentlichen beendet, obwohl die Unruhe in der Stadt noch eine Weile anhielt. Um die Befriedung zu fördern, verzichtete der Rat weitgehend auf die Verfolgung und Bestrafung der Aufständischen.

## Folgen
Mit dem Ende des Aufstandes wurden die politischen Verhältnisse vollständig wiederhergestellt und blieben bis zum Fettmilch-Aufstand 1614 unverändert. Mit seinen sozialen und geistlichen Forderungen hatte der Zunftaufstand hingegen mehr Erfolg: Mit der Gründung des Allgemeinen Almosenkastens verbesserte der Rat zudem die städtische Armenfürsorge und erfüllte damit eine der Hauptanliegen des Aufstandes. Wirtschaftlich und außenpolitisch hatte der Zunftaufstand für Frankfurt keine langfristig negativen Folgen, jedoch schwächte der Sieg der Fürsten im Bauernkrieg die politische Bedeutung der Reichsstädte nachhaltig.
Mit der Einstellung der beiden Prädikanten war die Grundlage zur Entwicklung einer evangelischen Kirche in Frankfurt am Main gelegt. 1530 bekannte sich die Stadt auf dem Reichstag zu Augsburg offen zum Protestantismus und schaffte 1533 die katholische Messe vollständig ab. Die Einführung der Reformation in Frankfurt war damit unumkehrbar geworden. Nach einigem Zögern trat Frankfurt 1536 dem Schmalkaldischen Bund bei und schloss sich der Augsburgischen Konfession an. Im Schmalkaldischen Krieg musste Frankfurt sich jedoch im Dezember 1546 den Kaiserlichen unterwerfen und nach dem Augsburger Interim die drei Stiftskirchen St. Bartholomäus, St. Leonhard und Liebfrauen sowie das Dominikanerkloster und das Karmeliterkloster an die katholische Kirche zurückgeben. Rat und Bürgerschaft blieben fortan bis zum Ende des Heiligen Römischen Reiches 1806 lutherisch und kaisertreu. Im Juli 1552 während des Fürstenaufstandes belagerten protestantische Truppen unter Führung Moritz von Sachsens drei Wochen lang die protestantische Stadt, die durch Truppen des katholischen Kaisers unter Führung des Obersten Konrad von Hanstein erfolgreich verteidigt wurde. Frankfurt wahrte dadurch sein lutherisches Bekenntnis und zugleich seine Privilegien als Messeplatz und als Wahl- und Krönungsort der Römischen Kaiser. Ab 1562 wurden fast alle Kaiser in Frankfurt nicht nur gewählt, wie schon vorher üblich, sondern auch feierlich gekrönt.
In den Jahren 1531–1546 wurden in Frankfurt mehrere Konvente der protestantischen Fürsten abgehalten, wie auch im März 1558 hier auf einem Reichstag der nach der Stadt benannte Frankfurter Rezess.